# Arnold Huijgen
Arnold Huijgen (Amersfoort, 16 november 1978) is een Nederlands theoloog, predikant binnen de Christelijke Gereformeerde kerken en per 2022 hoogleraar aan de Protestantse Theologische Universiteit.

## Biografie
Huijgen groeide op in een gezin met acht kinderen in Bunschoten-Spakenburg.

### Theologische Universiteit
Huijgen studeerde van 1997 tot 2004 theologie op de Theologische Universiteit Apeldoorn, was vanaf 2004 als AIO aan diezelfde universiteit verbonden en werd er in 2008 universitair docent. Op 20 april 2011 promoveerde hij bij theoloog Johannes Willem Maris met zijn proefschrift Divine Accommodation in John Calvin's Theology. Analysis and Assessment. Dit proefschrift beschreef het principe van accommodatie volgens de theologie van Johannes Calvijn. Volgens diens theologie heeft God zich bij het zich presenteren aan de mens aan het menselijk begripsvermogen aangepast. 
Huijgen werd in 2014 benoemd tot universitair hoofddocent, en zijn benoeming tot hoogleraar in de systematische theologie volgde op 1 november 2016. Hij was actief in Biblical Exegesis and Systematic Theology (BEST), de gecombineerde onderzoekgroep van de theologische universiteiten te Kampen en Apeldoorn. In september 2022 verwisselde hij de Theologische Universiteit van de Christelijke Gereformeerde Kerken voor de Protestantse Theologische Universiteit van de Protestantse Kerk Nederland, en werd hij aldaar benoemd tot hoogleraar in de dogmatiek.

### Verdere activiteiten
Van juni 2007 tot eind 2013 was Huijgen christelijk gereformeerd predikant te Genemuiden. Na zijn overgang naar de Protestantse Theologische Universiteit van de Protestantse Kerk Nederland bleef hij predikant binnen de Christelijke Gereformeerde Kerken. 
Samen met anderen, waaronder Elsbeth Gruteke en Edward van ’t Slot, richtte hij in 2018 de Vereniging voor Theologie op. Deze vereniging wil een breed opgezet platform zijn, bestemd voor academie en kerk, voor wetenschapper en predikant, pastor of docent levensbeschouwing, in Nederland en Vlaanderen.
Samen met Theo Pleizier en Dolf te Velde schreef Huijgen Gewone Catechismus. Christelijk geloof in 100 vragen en antwoorden. In het Reformatorisch Dagblad schreef hij dat hij het jammer zou vinden als daardoor de Heidelbergse Catechismus uit beeld zou raken. Huijgen schreef over de gereformeerde confessie: "Voor mij is de gereformeerde confessie de ruimte waarin ik adem en zeker geen knellende band."
Zijn boek Maria: Icoon van genade werd in behoudende protestantse kringen met een zekere vijandigheid ontvangen. Het boek kreeg de prijs voor het beste theologische boek van het jaar 2021. Spraakmakend was ook zijn korte studie over de hel, Waarom de wereld een hel nodig heeft, waarin hij verschillende modellen beschrijft om over een hel te denken (zoals de tijdelijke hel van alverzoening) en een positieve sociale functie van de hel verdedigt, zonder zelf een positie in te nemen ten aanzien van de feitelijkheid ervan, wat hem ook van diverse zijden op kritiek kwam te staan.

## Publicaties
- Divine Accommodation in John Calvin's Theology. Analysis and Assessment, Vandenhoeck & Ruprecht, 2011
- Drievoudig bewogen. De innerlijke samenhang van Triniteit en Oude Testament, Apeldoorn, 2017
- Met Theo Pleizier en Dolf te Velde: Gewone Catechismus. Een leerboek voor vandaag, KokBoekencentrum, 2019
- Lezen en laten lezen. Gelovig omgaan met de Bijbel, KokBoekencentrum, 2019
- Maria: Icoon van genade, KokBoekencentrum, 2021
- Waarom de wereld een hel nodig heeft, KokBoekencentrum, 2023

- Bibsys: 1592544498305
- Bibliothèque nationale de France: cb16727926g (data)
- Gemeinsame Normdatei: 1020840668
- International Standard Name Identifier: 0000 0003 6626 6891
- Library of Congress Control Number: no2011162427
- Nederlandse Thesaurus van Auteursnamen: 334251419
- Système universitaire de documentation: 223962376
- Virtual International Authority File: 232817125
- WorldCat: E39PBJvMDBRjfWxwPRkfPDbjmd